# Hylaeus puerulus
Hylaeus puerulus är en biart som först beskrevs av Joseph Vachal 1910.  Hylaeus puerulus ingår i släktet citronbin, och familjen korttungebin. Inga underarter finns listade i Catalogue of Life.